# Черкес Олександр Ілліч
Олекса́ндр Іллі́ч Черке́с (3 травня 1894, Харків — 25 вересня 1974, Київ) — український фармаколог і токсиколог. Дійсний член Академії медичних наук СРСР (з 1960), Заслужений діяч науки і техніки УРСР (1946, Головний токсиколог Управління МСС МПВО Наркомздоров'я СРСР (з 1942).

## Життєпис
О. І. Черкес народився в Харкові в родині відомого у місті адвоката.
У 1917 р. закінчив медичний факультет Харківського університету. У студентські роки ставив перші досліди в  науковій лабораторії видатного патолога, завідувача кафедрою патології О. В. Репрєва. У студентські часи виконав наукову працю «Зміна крові при різних формах голодування і наступному відгодовуванні», за яку в 1916 р. отримав золоту медаль університету за кращу наукову працю.
Після закінчення університету служив у рядах Червоної армії лікарем та був стипендіатом кафедри загальної патології Харківського медичного інституту. Після демобілізації працював асистентом  (1921—1926), а потім доцентом (1927—1929) кафедри патології Харківського медичного інституту.
У 1924—1926 рр. стажувався в лабораторії відомого німецького фармаколога П. Тренделенбурга, а також знайомився з роботою  інших лабораторій Німеччини. У цей час опублікував у німецьких журналах низку статей з фармакології і токсикології.
З 1928 р. — член Правління Всесоюзного та Українського товариств фізіологів, біохіміків і фармакологів.
З 1930 по 1939 р. — завідувач кафедри фармакології Харківського медичного інституту, з 1940 р — професор Харківського медичного інституту.
Одночасно у 1925—1936 рр. — завідувач відділу токсикології Українського інституту гігієни праці та профзахворювань (Харків).
З 1934 р. — заступник директора з наукової роботи Київського науково-дослідного інституту фармакології та токсикології, з 1947 р. — завідувач відділу цього ж інституту.
Доктор медичних наук (1936).
Під час війни Черкеса було призначено головним токсикологом СРСР. З 1945 р. — член президії Вченої медичної комісії МОЗ УРСР, а також голова Фармакологічної комісії МОЗ.
З 1944 — професор Київського медичного інституту, з 1944 по 1971 р. — завідувач кафедри фармакології цього вишу.
У 1945 р. Черкеса обирають членом-кореспондентом, а у 1960 — академіком Академії медичних наук СРСР.
З 1961 р. — голова Українського і заступник голови Всесоюзного товариства фармакологів.
Редактор розділу «Фармакология» 2-го видання «Большой медицинской энциклопедии», член редколегії журналу «Фармакология и токсикология».
Помер науковець 25 вересня 1974 року в місті Києві.

## Наукова діяльність
Сфера наукових інтересів — вивчення фармакологічної регуляції судинного тонусу із застосуванням гангліоблокаторів, симпатолітиків, блокаторів адренорецепторів, інгібіторів моноамінооксидази, гіпохолестеринемічних препаратів.
Розробив теорію трофічної дії серцевих глікозидів.
Автор узагальненої експериментальної терапії при отруєннях солями важких металів (свинець, миш'як, кадмій та ін.), окисом вуглецю, бензолом, його нітро- і амідопохідними.
Запропонував класифікацію токсичних гіпоксій (1935) на підставі аналізу токсикодинаміки гіпоксидних отрут.
Значне місце в його роботах завжди посідала оборонна тематика, у зв'язку з чим він став відомим спеціалістом з токсикології бойових отруйних сполук. У 1942 р. під час Великої Вітчизняної війни він був відряджений до Всесоюзного інституту патології і терапії інтоксикацій як керівник відділу і одночасно головний токсиколог Управління МСС МПВО Наркомздоров'я СРСР.
Науковець є фундатором низки нових напрямків у фармакології та токсикології: вивчення біохімічних структур механізму дії ліків та отрут; особливості фармакологічної реакції залежно від віку та стану організму; ролі вегетативної нервової системи у формуванні реакції реакції організму на ліки та отрути; встановлення фармакодинаміки ліків в умовах експериментальної патології; пошуку антидотів та пізнання механізму їх дії при інтоксікаціях різного генезу.
Разом зі співробітниками Черкес запропонував і ввів у практику нові антигіпертензивні препарати — бензогексоній та пірилен, гіпохолестеринемічний засіб — цетаміфен. а також антидот миш'яку — унітол.
Автор понад 150 наукових праць, зокрема навчальних посібників та монографій. Підготував 67 докторів і кандидатів медичних наук.

## Основні праці
- Основы токсикологии боевых отравляющих веществ. — Москва, 1943 (7 видань);
- О реакции организма на лекарства и яды. — Харьков, 1938;
- Справочник по фармакотерапии. — Москва, 1945;
- Руководство по токсикологии отравляющих веществ. — Киев, 1964 (співавт.).

## Нагороди та відзнаки
Нагороджений двома орденами Трудового Червоного Прапора, орденом «Знак Пошани», медалями.